# Quercus dentata
Quercus dentata är en bokväxtart som beskrevs av Carl Peter Thunberg. Quercus dentata ingår i släktet ekar och familjen bokväxter. IUCN kategoriserar arten globalt som livskraftig.
Arten förekommer i östra Ryssland, Mongoliet, Kina, på Koreahalvön och på Taiwan. Populationen på Taiwan är däremot liten.
Det svenska trivialnamnet kejsarek används för arten, men i äldre verk även för Quercus macranthera.

## Underarter
Arten delas in i följande underarter:
- Q. d. dentata
- Q. d. stewardii
- Q. d. yunnanensis

## Bildgalleri

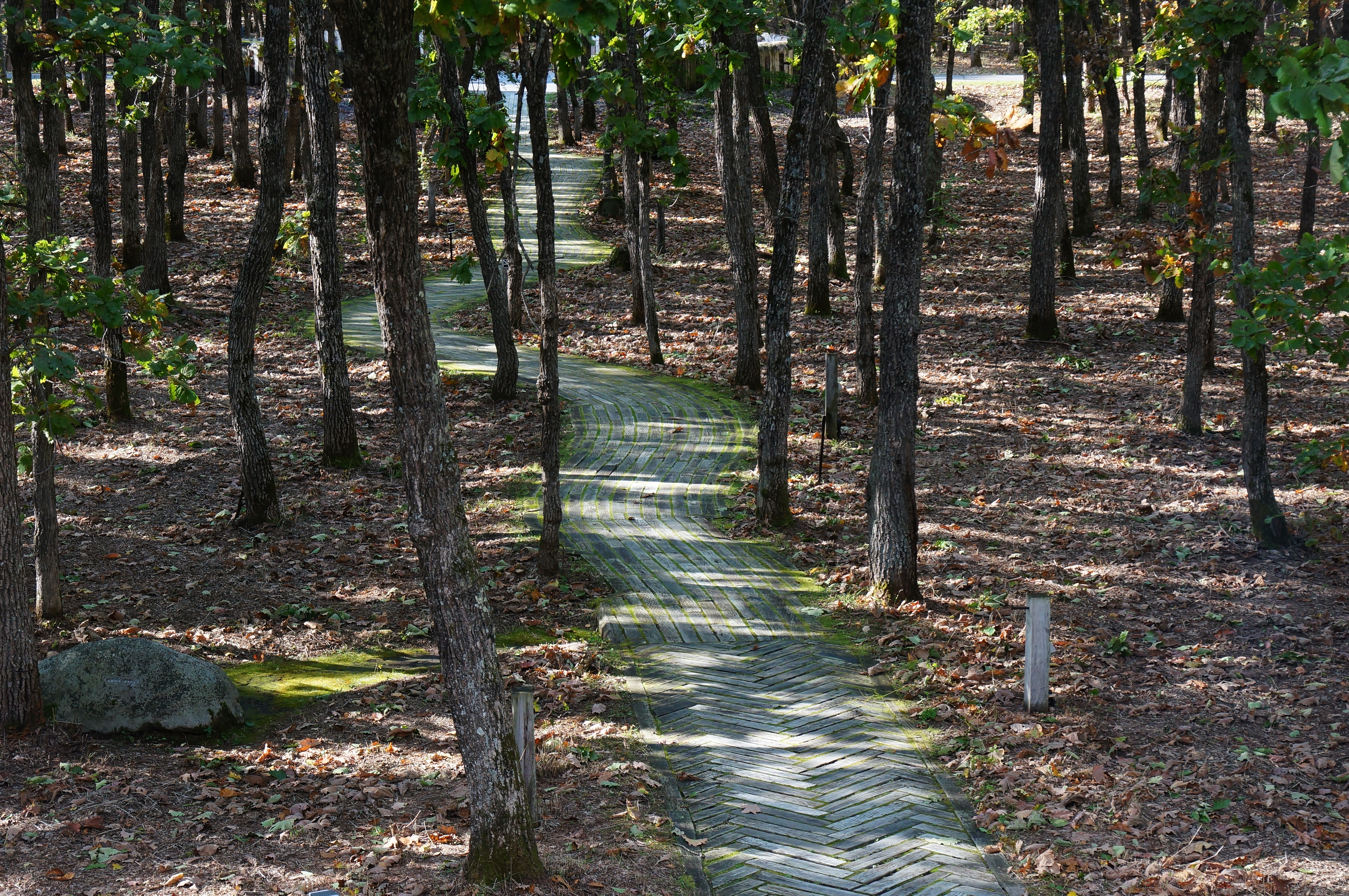
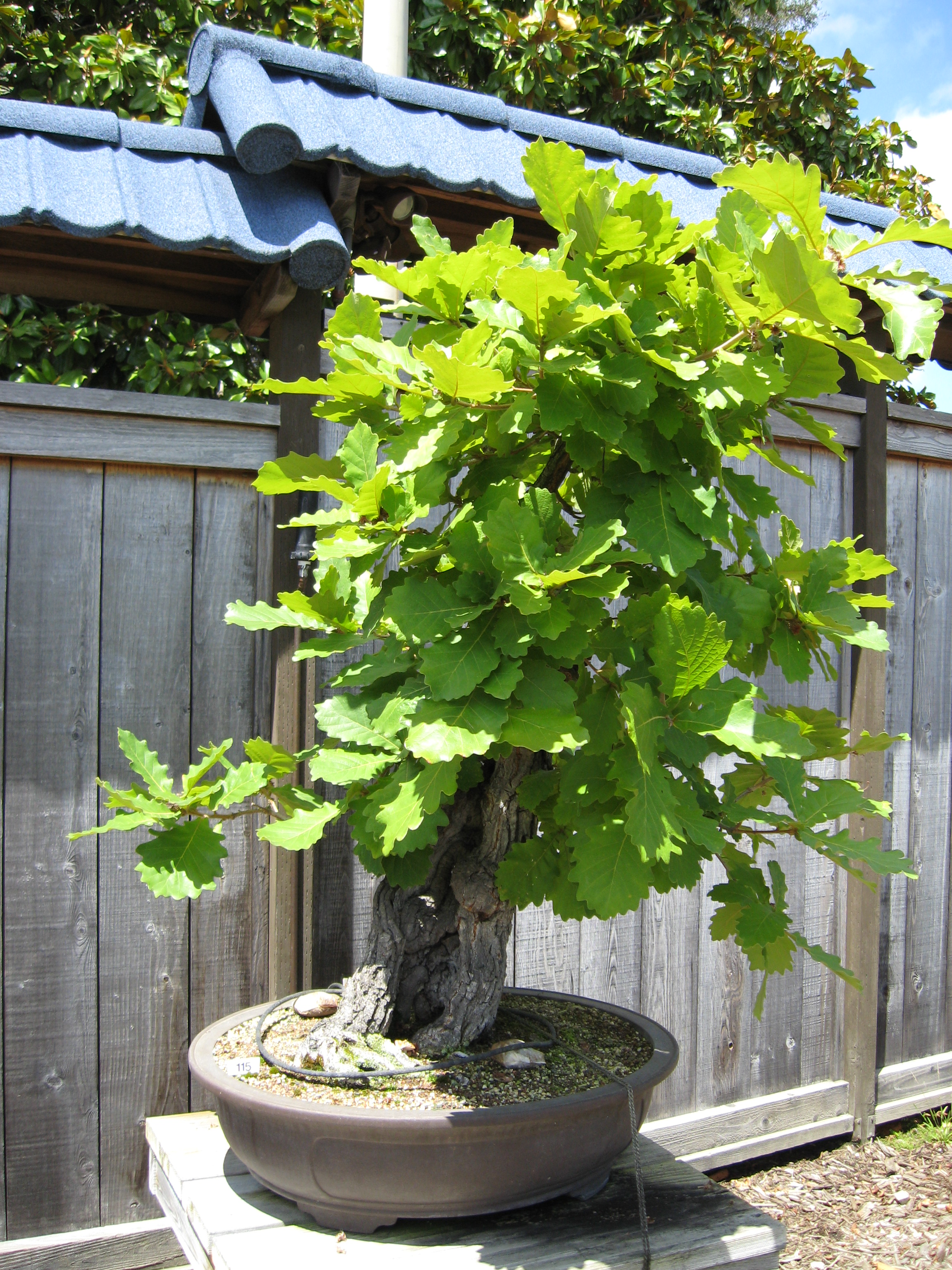
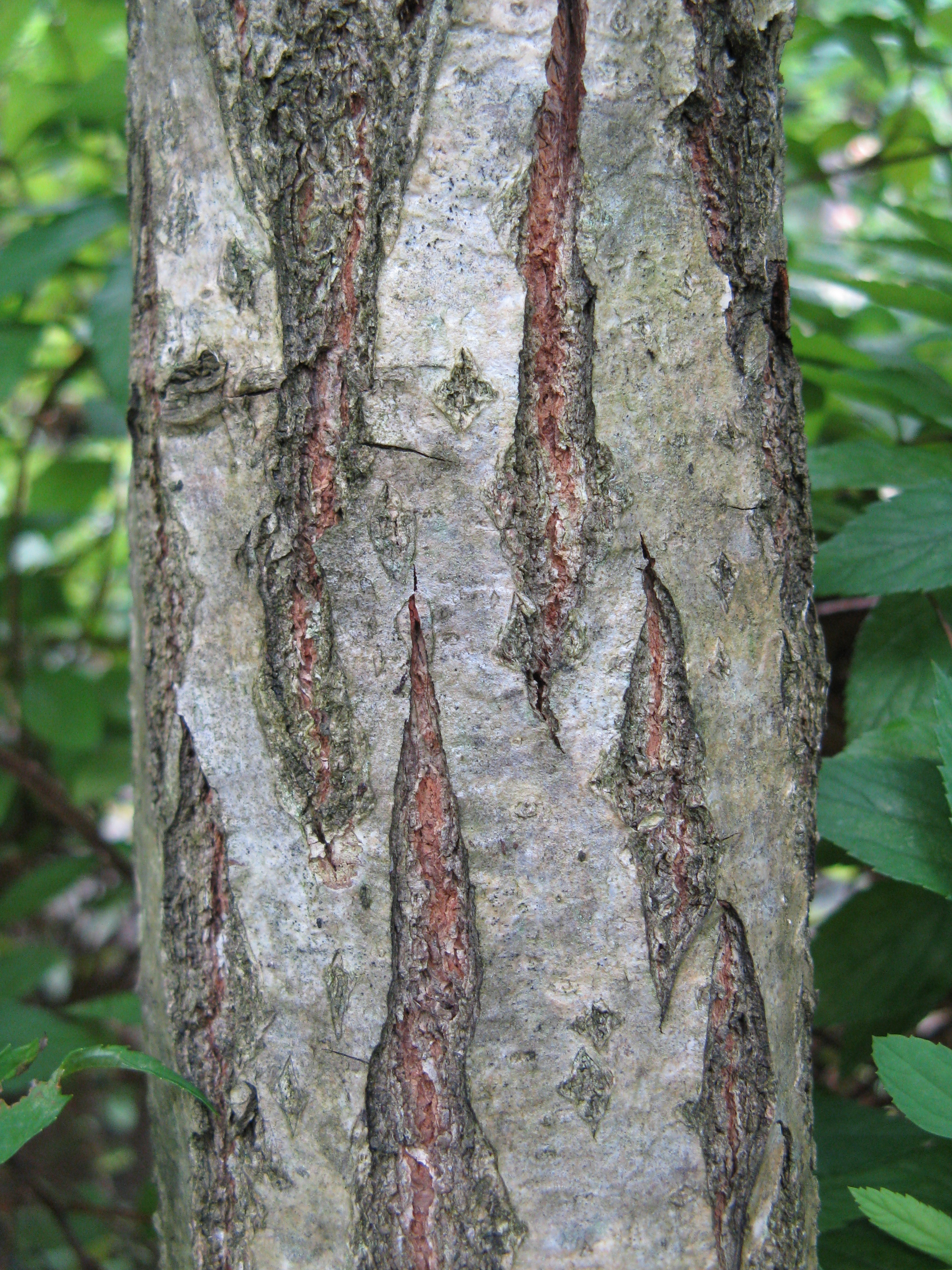
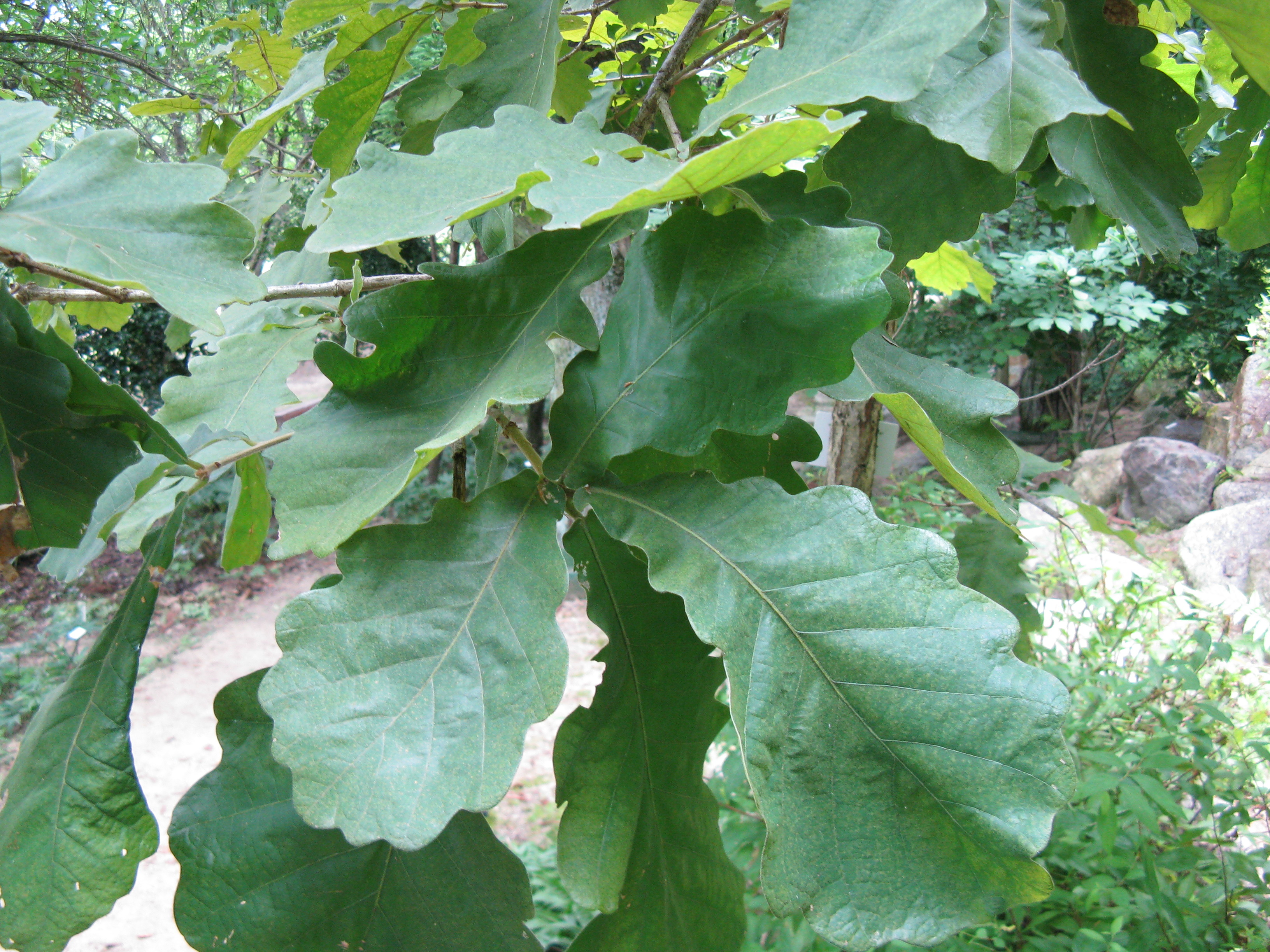
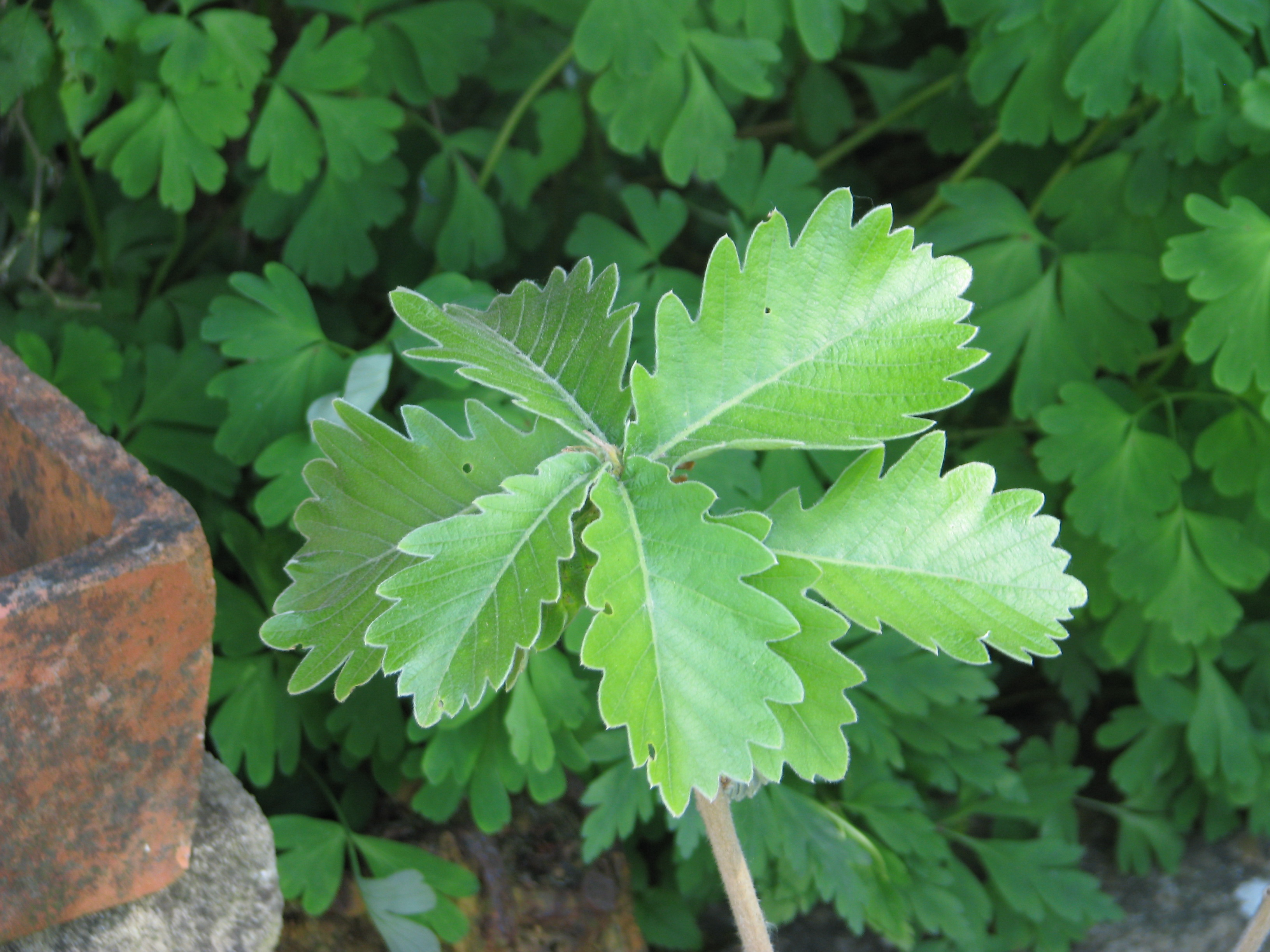
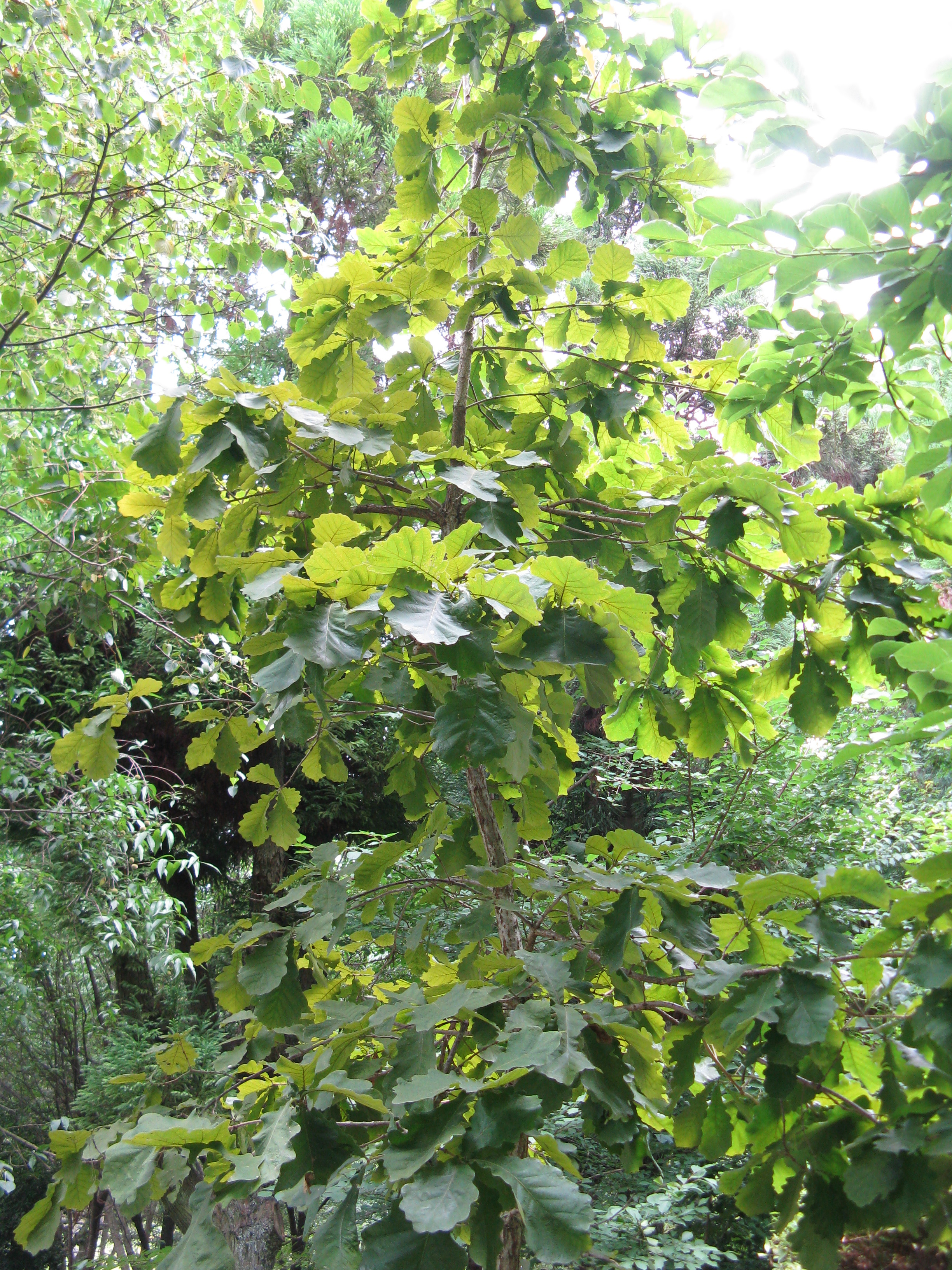